# Mèshek

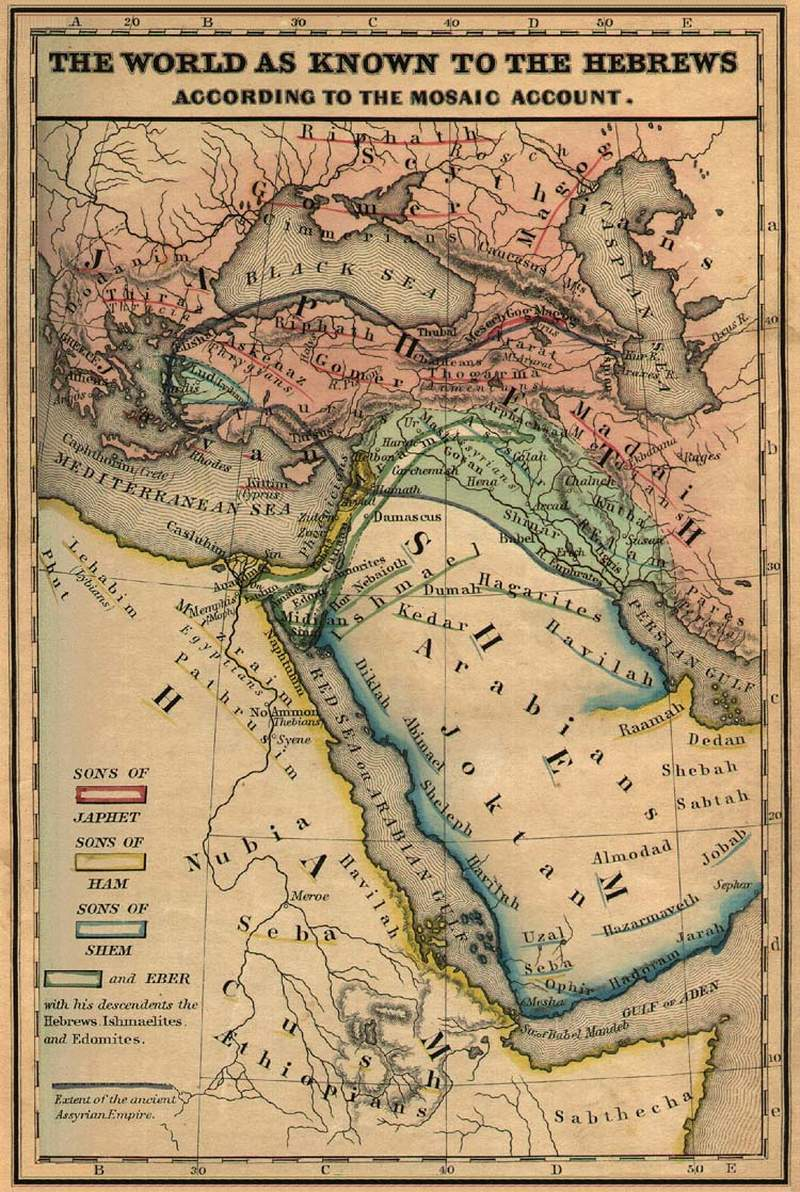
Le monde tel que l'imaginait les Hébreux. Cette carte de 1854 situe Mèshek ainsi que Gog et Magog, à peu près dans le Caucase du Sud.

Dans la Bible,  Mèshek ( Méshek ou Mochech)  (en hébreu : משך, prononcé [meˈʃex], signifiant "prince" ou "précieux") est le nom d'un fils de Japhet dans Genèse (Gn 10 2) et 1 Chroniques (Ch1 1 Ch 1 5). 
Mèshek désigne aussi un fils de Aram dans 1 Chroniques (Ch1 1 Ch 1 17) (correspondant à la forme Mash dans Genèse (Gn 10 23)). 

## Interprétations
Mèshek ainsi que Toubal (et Roch, dans certaines traductions) sont des principautés de "Gog, prince de Magog" dans Ézéchiel (Ez 38 2 et Ez 39 1), et est considéré comme une tribu de Japhet, identifié par Flavius Josèphe avec les "Mosocheni" de Cappadoce (Mushki, aussi associé avec les Phrygiens ou Bryges (en)) et leur capitale Mazaca. Dans la chronique d'Hippolyte de Rome (234), les "Illyriens" sont déclarés descendants de Mèshek. De plus, les Géorgiens ont des traditions selon lesquelles, eux et d'autres peuples du Caucase comme les Arméniens, descendent de Mèshek (en géorgien: Meskhétie), Tubal, et Togarma.
En 1498, Annius de Viterbe a publié des fragments connus sous le nom de Pseudo-Berossus, actuellement considérés comme des faux[pas clair], affirmant que les documents babyloniens avaient montré qu'un fils de Japhet appelé Samothes avait commencé à régner sur ce qui allait devenir la Gaule dans la 13e année de Nimrod. Les historiens ultérieurs comme Raphaël Holinshed (1577) ont identifié Samothes avec Mèshek, et affirmé qu'il avait d'abord régné aussi sur la Grande-Bretagne. 
Au début du XVIe siècle, des savants européens ont proposé l'idée que les Moscovites étaient des descendants de Mèshek. Sir Walter Raleigh (c. 1616) attribue cette opinion à Philippe Mélanchthon (1497-1560) et à Benito Arias Montano (1571), et il a également été suivi plus tard par Jonathan Edwards (1703-1758). Par ailleurs, selon une légende apparaissant d'abord dans le Synopsis de Kiev (en) (1674), Moscou (Moskva) a été fondée par le roi Mosokh fils de Japhet (c'est-à-dire Mèshek ou Mochech), et a été appelée pour rappeler son nom et celui de sa femme, Kva. Dans cette légende, on dit aussi qu'ils avaient eu un fils, Ya, et une fille, Vuza, qui ont donné leur nom à la rivière Iaouza toute proche.